# Château des Hautes-Montées
Le château de la Chênaie (aussi orthographié château de la Chesnaie ou appelé château des Hautes-Montées depuis son acquisition par la Caisse des Allocations Familiales en 1949) est un château français situé à Orléans dans le département du Loiret en région Centre-Val de Loire.

## Géographie
L'édifice est situé sur le territoire de la commune d'Orléans (Loiret), au sud de la Loire dans un parc arboré de 3 hectares.

## Histoire
Jean Boussard dessine ce château pour la famille Cleret-Langavant.
Il a été vendu en 2006 par la ville d'Orléans et transformé depuis en plusieurs appartements.

## Description
Le domaine et son château ne se visitent pas.